# Кінцевий ефект
Кінцевий ефект у РБМК — явище, що полягає в короткочасному збільшенні реактивності ядерного реактора (замість очікуваного зниження), спостерігалося на реакторах РБМК-1000 при опусканні стрижнів системи управління і захисту (СУЗ) з крайнього верхнього (або близького до нього) положення. Ефект був викликаний невдалою конструкцією стрижнів. Він став однією з причин чорнобильської катастрофи, після аварії конструкція стрижнів була змінена, хоча ефект був вперше помічений за кілька років до аварії на ЧАЕС, на Ігналінській АЕС.

## Сутність явища
Стрижні СУЗ в РБМК розміщені в каналах, охолоджуваних своїм, незалежним контуром охолодження. Основна частина стрижня, що містить поглинач нейтронів з карбіду бору, має довжину 7 метрів (висота активної зони реактора). Під поглиначем розташовується графітовий витіснювач, з'єднаний з ним телескопічною штангою. Довжина витіснювача близько 5 метрів. Під час вилучення (переміщення у верхнє положення) стрижня із зони, графітовий витіснювач заміщає воду каналу СУЗ, що дозволяє уникнути непотрібного поглинання нейтронів водою (графіт має значно меншу здатність поглинати нейтрони в порівнянні з легкою водою) і, таким чином, «економити» нейтрони, що, своєю чергою, підвищує економічність реактора.
Висота активної зони РБМК - 7 м і, ймовірно, було б краще зробити витіснювач такої ж довжини, проте, висота частини каналу під активною зоною, є меншою, і не перевищує 5 м (~ 4.5). Таким чином, якщо стрижень перебуває в крайньому нижньому положенні, на розміщення семиметрового витіснювача не залишається місця. При повністю витягнутому поглиначі 4.5-метровий витіснювач перебуває в активній зоні, а простір, що залишився нижче нього (1,25 метра) заповнюється водою каналу СУЗ. Таким чином, графіт, що слабко поглинає нейтрони, перебуває в центральній частині активної зони, там, де кількість теплових нейтронів максимальна, а вода, що поглинає нейтрони помітно сильніше графіту, міститься на периферії активної зони (у нижній частині), яка характеризується істотно меншими потоками теплових нейтронів, де її здатність поглинати нейтрони частково нівелюється малою кількістю останніх.
Розвиток ефекту відбувається при русі стрижня в активну зону з крайнього верхнього положення, коли графіт, що слабко поглинає нейтрони, в перший момент часу заміщає воду в нижній області каналів СУЗ, що має велику поглинальну здатність. В результаті в нижній частині активної зони створюються умови для утворення позитивної реактивності та зростання локальної потужності. Як вже було зазначено, описувана ділянка розташована внизу активної зони (близько 1 м), яка характеризується низьким значенням потоку нейтронів (істотно нижче середнього по реактору значення). Водночас поглинач заміщає графіт у верхній частині активної зони, де щільність потоку нейтронів може бути ще нижче, і негативна реактивність, що вноситься зверху, може не компенсувати позитивну реактивність, що вноситься знизу. Співвідношення цих реактивностей залежить від декількох факторів.
Об'єм внесеного зверху карбіду бору дорівнює об'єму води, що витісняється знизу, але переріз захоплення бору відноситься до перерізу захоплення легкої води приблизно як 755:0.33, тобто приблизно в ~ 2265 разів вище. Локальна реактивність, що вноситься внаслідок кінцевого ефекту, пропорційна квадрату нейтронного потоку (теорія збурень), тому, для появи кінцевого ефекту нейтронний потік зверху повинен бути приблизно в ~ 50 разів нижче. При номінальних режимах роботи реактора цього практично не відбувається, і з цієї причини довгий час ефект не виявлявся. Однак існує ще фактор вигорання як палива (що може змінити профіль нейтронного поля), так і самого регулювального стрижня, особливо на його кінчику, який найдовше залишається в реакторі та продовжує залишатися в нейтронному полі навіть в крайньому верхньому положенні. 
Кінцевий ефект був виявлений в 1983 році при фізичному пуску реакторів 1-го блоку Ігналінської, а також 4-го блоку Чорнобильської АЕС. Проведені дослідження показали, що кінцевий ефект спостерігається при зануренні в активну зону одиночних стрижнів з верхніх кінчиків. Експериментально було показано, що масове введення стрижнів (понад 15-18 регулювальних стрижнів) виключало кінцевий ефект. Кінцевий ефект міг сприяти катастрофічному розвитку аварії на ЧАЕС 26 квітня 1986 року, оскільки з зареєстрованих даних відомо, що безпосередньо перед катастрофою реактор мав високий рівень вигорання і неприпустимо низький оперативний запас реактивності, і, таким чином, більшість стрижнів СУЗ перебувала у крайньому верхньому положенні. В цьому випадку масове введення стрижнів СУЗ в активну зону могло призвести до введення некомпенсованої реактивності (за різними оцінками від 0,3 до 1,1 β). Також має значення швидкість введення керівного стрижня: при плавному і контрольованому опусканні стрижня неочікуване підвищення потужності може бути вчасно помічене і введення стрижня може бути зупинене. При натисканні кнопки аварійного захисту введення стрижнів проводиться максимально швидко і тому може бути відразу внесена велика позитивна реактивність. Так чи інакше, кінцевий ефект перешкоджав заглушенню реактора стрижнями СУЗ протягом перших секунд (до 5-6) після формування відповідної команди. 
Після аварії на ЧАЕС була проведена модернізація реакторів РБМК, в тому числі внесені зміни в конструкцію стрижнів СУЗ, що виключають позитивний кінцевий ефект. Модернізовані стрижні СУЗ мали семиметрові витіснювач і поглинач. Поглинач складався з двох частин - 5-метрового старого і 2-метрового стрічкового, який при складанні телескопа надягається на витіснювач. 
На всіх нині діючих реакторах РБМК впроваджуються кластерні регулятивні органи (КРО) з нерухомим витіснювачем (так званою гільзою), виконаною з алюмінієвого сплаву, що слабо поглинає нейтрони. Цей витіснювач охолоджується ззовні водою контуру СУЗ. У внутрішній частині гільзи КРО передбачені отвори, в яких «по сухому» переміщаються поглинальні стрижні СУЗ.